# Brațul Perseu

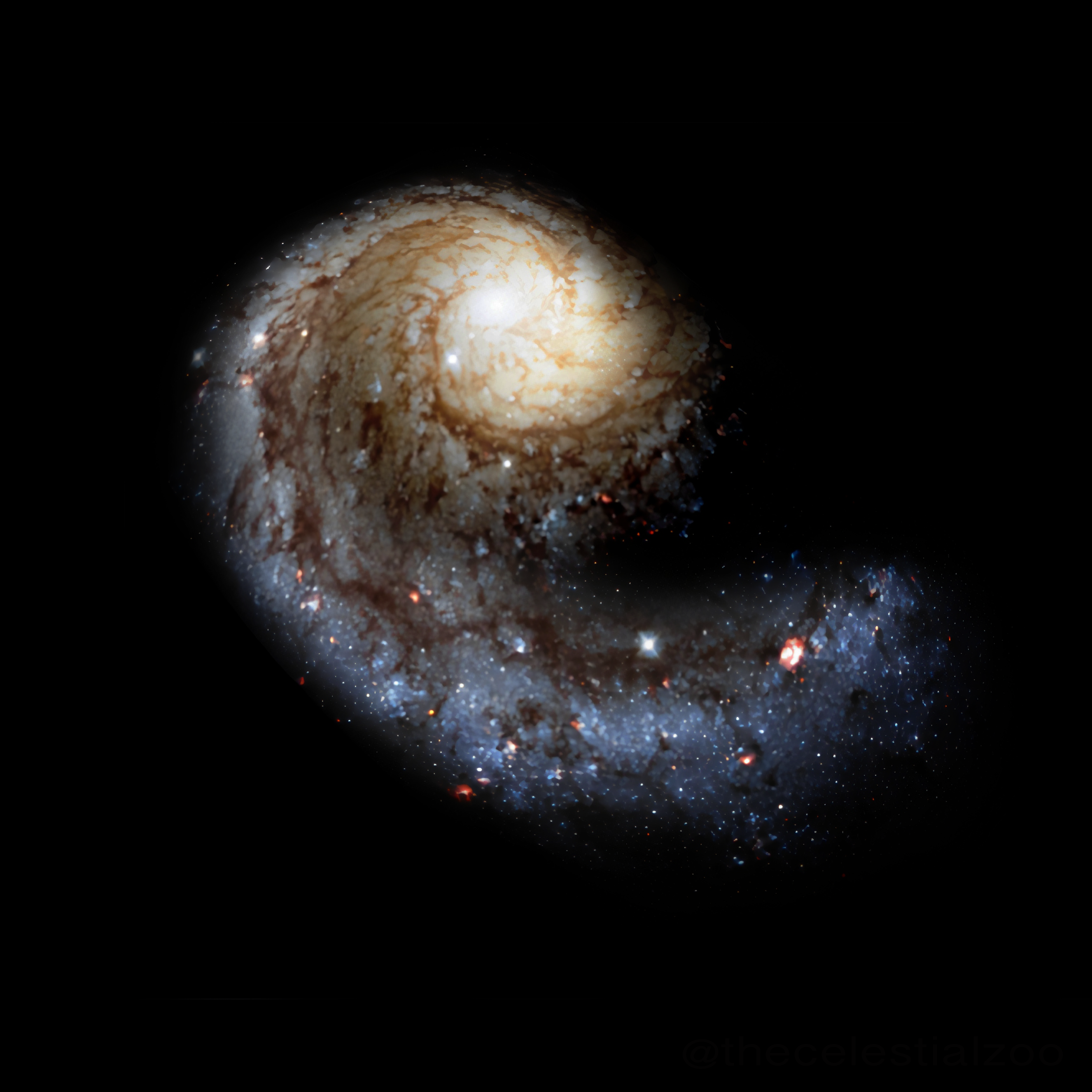
Brațul Parseu văzut din Calea Lactee

Brațul spiral Perseu (în engleză Perseus spiral arm) sau, simplu, Brațul Perseu (în engleză Perseus arm) este unul dintre cele patru brațe spirale ale Galaxiei Noastre, Calea Lactee.
Calea Lactee este o galaxie spirală barată prevăzută cu patru brațe majore și cu cel puțin două brațe minore. Brațul Perseu, cu o rază de circa 10.700 de parseci, este situat între Brațul Lebăda și Brațul Săgetătorul. Este denumit astfel prin proximitatea sa aparentă de constelația Perseu.
Unele teorii afirmă că Brațul minor Orion, care conține Sistemul Solar, este o ramură a Brațului Perseu, dar acest lucru nu este confirmat până acum (2008).

## Obiecte vizibile
Această listă grupează unele obiecte Messier situate în Brațul spiral Perseu:
- Nebuloasa Crabului (M1)
- Roiul deschis M36
- Roiul deschis M37
- Roiul deschis M38
- Roiul deschis M52
- Roiul deschis M103